# John Lingwood
John Lingwood (* 18. února 1951 ve Wembley, Londýn, Anglie) je anglický bubeník a hudební skladatel.
Začátkem 70. let se připojil ke skupině Steamhammer, kde působil dva a půl roku. Několik let se pokoušel založit svou vlastní skupinu a pak začal více působit jako studiový hudebník. V roce 1974 se připojil ke skupině East Wind hudebníka Stomu Yamashty a později k Leo Sayerovi.
Lingwood hrál s mnoha slavnými hudebníky jako jsou Arthur Brown, Roger Chapman, Maddy Prior a Elkie Brooks. Nejvíce je znám jako bubeník skupiny Manfred Mann's Earth Band, se kterou hrál v letech 1979 až 1987 a od roku 2016, kdy nahradil nemocného Jimmy Copleye, který zemřel v roce 2017. Vystupoval na albech Chance, Somewhere in Afrika, Budapest Live, Criminal Tango a Masque. Po odchodu od Manfred Mann's Earth Band vystupoval mezi roky 1998 a 2002 s Company Of Snakes na jejich živém albu Here They Go Again a studiovém Burst the Bubble.